# Cerkiew św. Dymitra Sołuńskiego w Suclei
Cerkiew św. Dymitra Sołuńskiego – prawosławna cerkiew parafialna w Suclei, w dekanacie słobodziejskim eparchii tyraspolskiej i dubosarskiej Mołdawskiego Kościoła Prawosławnego.

## Historia

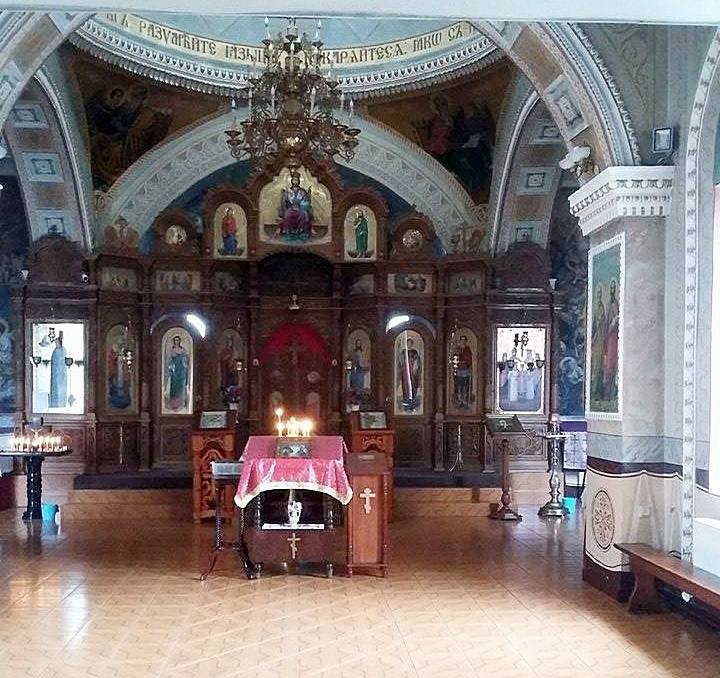
Wnętrze cerkwi

Początkowo w Suclei funkcjonowała drewniana cerkiew św. Mikołaja. Nowa, murowana świątynia pod wezwaniem św. Dymitra została wzniesiona w 1866 w starszej, zamieszkiwanej głównie przez Mołdawian części wsi Sucleia. Pozostawała czynna do 1918, kiedy została zamknięta przez władze radzieckie. Ponownie otwarto ją w 1941, po tym, gdy terytorium Mołdawskiej Autonomicznej Socjalistycznej Republiki Radzieckiej zostało zajęte przez Rumunię. Ponownej konsekracji obiektu dokonał metropolita siedmiogrodzki Mikołaj. Po II wojnie światowej i powtórnym przyłączeniu Mołdawii do ZSRR cerkiew nadal funkcjonowała do 1963, wtedy została ponownie zamknięta. Znajdowało się w niej lokalne muzeum. Rosyjski Kościół Prawosławny mógł restytuować placówkę duszpasterską w 1990. We wnętrzu obiektu znajduje się trzyrzędowy ikonostas.
W 2016, z okazji 150-lecia wzniesienia cerkwi, w sąsiedztwie świątyni zbudowano kapliczkę nad źródłem, z którego czerpana jest woda do święcenia. W obiekcie kilkakrotnie służył biskup tyraspolski i dubosarski Sawa, zaś w 2013 metropolita kiszyniowski i całej Mołdawii Włodzimierz.